# Stjernefart
"Stjernefart" er en sang af den danske gruppe Shu-bi-dua og er fra deres syvende album, Shu-bi-dua 7. Melodi og tekst er skrevet af bandet selv, og sangen handler om døden og det evige liv. Dette høres allerede i sangens indledning: "Når dit hjerteslag, bliver væk en dag, er det så forbi? Gu' det ej fordi, der er meget mer' mellem himmel og jord". Musikken er halv-akustisk med guitarer samt et horn- og blæserarrangement. Nummeret udkom sammen med 7'eren den 1. december 1980 og som single sammen med Midsommersangen i 1981.

## Gennem årene
"Stjernefart" har været spillet live fra tid til anden, men regnes ikke blandt bandets allerstørste hits. Michael Bundesen har fortalt, at han puttede nummeret (improviseret) ind ved Shu-bi-duas koncerter, hvis gemytterne gik for højt blandt koncertgængerne: 
"Hvis der blev kastet for meget med øl blandt publikum, så bestilte jeg Stjernefart – et langsomt nummer om døden. Det trak ligesom det sjove ud af ølsjaskeriet. Det er også svært at nikke en skalle til en sjæler."
I forbindelse med Bundesens død i 2020, blev der lavet mindeprogrammer over sangeren på både DR og TV 2, og i begge udsendelser benyttedes "Stjernefart" som afslutningsnummer.
Den blev også sunget i anden sæson af programmet Morgensang, der blev sendt i forbindelse med coronaviruspandemien i 2020 på DR.

## Medvirkende
- Michael Bundesen: Sang
- Michael Hardinger: Guitar, kor
- Claus Asmussen: Guitar, kor
- Kim Daugaard: Bas, kor
- Jens Tage Nielsen: el-orgel, kor